# 1997 GA14
1997 GA14 är en asteroid i huvudbältet som upptäcktes den 3 april 1997 av LINEAR i Socorro County, New Mexico.
Den tillhör asteroidgruppen Nysa.